# CA Amaraçan Santo André
Le CA Amaraçan Santo André est un club de volley-ball brésilien basé à Santo André, et qui évolue au plus haut niveau national (Superliga).

## Palmarès
Néant.

## Effectif de la saison en cours
Entraîneur : Marcelo Madeira  Brésil
| Numéro | Nom                        | Taille | Nationalité | Poste |
| 1      | Edson CANDIDO CERQUEIRA    | 1,92   | Brésil      | A     |
| 2      | Joel PEROSA                | 1,85   | Brésil      | P     |
| 3      | Rogério BRIZOLA DAMASCENO  | 1,98   | Brésil      | C     |
| 4      | Celso André MARIANO        | 1,86   | Brésil      | L     |
| 6      | Evandro Elias PONTES       | 1,94   | Brésil      | R/A   |
| 7      | Oton MUNIZ DE FRANCA       | 2,04   | Brésil      | C     |
| 9      | Haroldo COSTA LIMA         | 2,01   | Brésil      | C     |
| 10     | Orlando ARAUJO FILHO       | 1,92   | Brésil      | R/A   |
| 11     | Diogo CAPORALI CHIAPETTI   | 1,93   | Brésil      | R/A   |
| 12     | Fabricio ALVES DA SILVA    | 1,84   | Brésil      | P     |
| 13     | Daniel Roger CESAR DA LUZ  | 1,98   | Brésil      | P     |
| 14     | Celso BRUM JUNIOR          | 2,02   | Brésil      | A     |
| 16     | Fabrizio BASTA DORETO      | 2,03   | Brésil      | C     |
| 18     | Rafael CARVALHO DOS SANTOS | 1,90   | Brésil      | R/A   |